# Battaglia dell'Yser
La battaglia dell'Yser si svolse nell'ambito della cosiddetta "corsa al mare" nei primi mesi della prima guerra mondiale.

## Antefatto
Come parte del Piano Schlieffen, il Belgio era stato invaso dai tedeschi nel loro attacco contro la Francia; dopo l'assedio di Anversa i resti dell'esercito belga (quattro divisioni di fanteria più due della riserva) erano stati respinti nel sudovest del Paese, e si erano attestati su una linea di una trentina di chilometri sul fiume Yser, fra Nieuwpoort e Boezinge.
I tedeschi avevano come obiettivo il canale della Manica e i porti di Calais e Dunkerque, e cercavano di sfondare su tutto il fronte.
La zona poco si presta alla creazione di una linea difensiva stabile: in quel tratto l'Yser non è molto profondo, ed il territorio è pianeggiante, poco sopra il livello del mare, tanto che a poche decine di centimetri di profondità si trova l'acqua, il che impedì lo scavo di solide opere difensive.
Dopo due mesi di combattimenti e ritirata i belgi erano esausti ed a corto di munizioni; la Francia inviò in rinforzo la 42ª Divisione di fanteria (agli ordini del generale Grossetti) ed una brigata di fanti di marina, attestata a Diksmuide.

## La battaglia

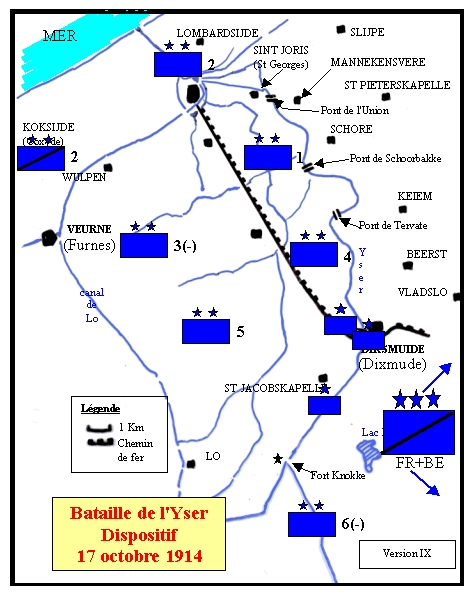
Battaglia dell'Yser, schieramento difensivo

Il 18 ottobre le avanguardie tedesche attaccarono su tutta la linea, ma gli attacchi ebbero successo solo a Keyem; il giorno successivo l'attacco ricominciò, e la 4ª Armata tedesca mosse decisamente verso sud in direzione dell'Yser. L'ammiraglio Hood della Royal Navy fece intervenire, su richiesta del generale Foch, tre monitori ( HMS Severn, Humber e Mersey), allo scopo di bombardare dal mare le truppe tedesche nella zona di Lombardsijde e ritardarne la manovra.
Fra il 20 ed il 21 ottobre gli attacchi si susseguirono violentissimi, costringendo l'esercito belga a ridurre la lunghezza del proprio fronte e a trasferire in prima linea tutte le riserve. Proprio allora giunse in rinforzo nella zona di Veurne la 42ª Divisione francese.
Il giorno 22 i belgi, attaccati a Schoorbakke, dovettero ritirarsi lasciando la riva sinistra del fiume: l'Yser venne attraversato dai tedeschi all'altezza di Tervate nonostante i contrattacchi francesi.
L'ultimo ponte sull'Yser fu fatto saltare il 23 ottobre, mentre la pressione tedesca, alimentata anche da un cospicuo impiego di artiglieria e minenwerfer e dall'intervento di una fresca armata, la 4ª, sembrava sul punto di rompere la resistenza belga.
Mancando una solida linea cui appoggiare la difesa, e per evitare che una ritirata senza una seconda linea a protezione si potesse trasformare in una rotta, lo Stato Maggiore belga, d'intesa con quello francese, decise di attestare la difesa sul tracciato ferroviario fra Nieuwpoort a Diksmuide. Considerando che la massicciata della ferrovia si elevava sulla pianura di oltre un metro, si decise inoltre l'inondazione del tratto di territorio compreso tra le rive dell'Yser e la ferrovia, per una profondità di due o tre chilometri, in modo da arrestare o quantomeno rallentare l'avanzata tedesca.
La sera del 25 ottobre, crescendo la pressione tedesca, si diede il via all'inondazione; la sera del 27, compiuti i preparativi necessari, si aprirono le chiuse marine di Nieuwpoort, si richiusero poi con la bassa marea e lo stesso si ripeté i giorni seguenti. Il 28 l'acqua lambì la ferrovia nella zona di Pervijze, estendendosi verso sud, senza tuttavia fermare gli attacchi; il giorno 30 i tedeschi giunsero nei pressi di Ramskapelle, a pochissima distanza dalla ferrovia e dal suolo intatto, ma un contrattacco francese li respinse.
Il giorno 31 la linea di difesa lungo la ferrovia fu del tutto ripristinata; mentre l'inondazione continuava a montare, i tedeschi iniziarono a ritirarsi dietro l'Yser. Arrestata in questa direzione, l'avanzata tedesca tentò di proseguire una ventina di chilometri più a sud, dove già dal 21 ottobre erano iniziati i combattimenti della Prima battaglia di Ypres.